# Alegorija nagnjenja
Alegorija nagnjenja je slika olje na platnu iz leta 1615–1617, slikarke Artemisije Gentileschi na stropu galerije v Casa Buonarroti v Firencah. 
Naročil jo je Michelangelo Buonarroti mlajši (1568–1646) kot del serije slik, ki so poveličevale življenje njegovega velikega strica Michelangela Buonarrotija. Slika prikazuje golo žensko figuro, ki predstavlja 'nagnjenost' ali prirojeno ustvarjalno sposobnost ali naravni talent, predispozicijo za umetnost. Sedeča v oblaku, drži pomorski kompas, ki ga vodi zvezda zgoraj, medtem ko ji pred obrazom sveti majhna svetla zvezda, uokvirjena s svetlimi lasmi, za katere se zdi, da se želijo upirati vse preveč zapleteni pričeski. Značilnosti slike so podobne tistim na avtoportretih v Gentileschijinem opusu. Golota figure se je izkazala za sramotno za naročnika pranečaka Lionarda Buonarrota, zato je Baldassarru Franceschiniju, znanemu kot el Volterrano, naročil, izvedbo moralističnih draperij, ki pokrivajo goloto (okoli leta 1684).